# Charitum Montes
Charitum Montes és una estructura geològica del tipus mons a la superfície de Mart, situada amb el sistema de coordenades planetocèntriques a -52.9 ° de latitud N i 332.63 ° de longitud E. Fa 933.54 km de diàmetre. El nom va ser fet oficial per la UAI l'any 1973 i pren el nom d'una característica d'albedo.